# Johanna von Hanau-Lichtenberg (1543–1599)
Gräfin Johanna von Hanau-Lichtenberg (* 23. Mai 1543, Buchsweiler; † 5. Dezember 1599 in Babenhausen, dort auch beigesetzt) war eine Tochter des Grafen Philipp IV. von Hanau-Lichtenberg (* 1514; † 1590) und der Gräfin Eleonore von Fürstenberg (* 1523; † 1544).
Am 26. Oktober 1563 heiratet Johanna den Grafen Wolfgang von Isenburg-Büdingen-Ronneburg (* 12. Juni 1533; † 20. Dezember 1597). Aus dieser Ehe ging hervor:
- Johann Georg (* 1564; † 1565)

1573 trennten sich Johanna und Wolfgang. Die Gründe sind nicht bekannt. Um die Versorgung von Johanna entspann sich ein Streit zwischen ihrem Vater und dem Ex-Gatten, da letzterer die Alimente verweigerte, weil er der Ansicht war, dass er seinen finanziellen Verpflichtungen nachkomme, wenn er die Schulden der Ex-Gattin tilge. Pfalzgraf Reichard von Pfalz-Simmern betätigte sich als Vermittler. Erst 1588 kam es zu einem Vergleich, nach dem der Graf von Hanau-Lichtenberg Johanna zeitlebens alimentieren sollte, beim Tod des Grafen Wolfgang von Isenburg-Büdingen-Ronneburg von dessen Erben aber 3000 Gulden an Hanau-Lichtenberg zu zahlen waren.
Nach der Trennung von ihrem Gatten lebte Gräfin Johanna im Schloss Babenhausen.

## Vorfahren
| Ahnentafel Gräfin Johanna von Hanau-Lichtenberg | Ahnentafel Gräfin Johanna von Hanau-Lichtenberg                                                   | Ahnentafel Gräfin Johanna von Hanau-Lichtenberg                                                   | Ahnentafel Gräfin Johanna von Hanau-Lichtenberg                                                | Ahnentafel Gräfin Johanna von Hanau-Lichtenberg                                                | Ahnentafel Gräfin Johanna von Hanau-Lichtenberg | Ahnentafel Gräfin Johanna von Hanau-Lichtenberg |
| ----------------------------------------------- | ------------------------------------------------------------------------------------------------- | ------------------------------------------------------------------------------------------------- | ---------------------------------------------------------------------------------------------- | ---------------------------------------------------------------------------------------------- | ----------------------------------------------- | ----------------------------------------------- |
| Urgroßeltern                                    | Philipp II. von Hanau-Lichtenberg (* 1462; † 1504) ⚭ Anna von Isenburg-Büdingen († 1522)          | Christoph I. von Baden-Sponheim (* 1453; † 1527) ⚭ Ottilie von Katzenelnbogen (* 1451; † 1517)    | Wolfgang von Fürstenberg (* 1465; † 1509) ⚭ Elisabeth von Solms-Braunfels (* 1469; † 1540)     | Christoph von Werdenberg († 1534) ⚭ Eleonora Gonzaga von Mantua († 1512)                       |                                                 |                                                 |
| Großeltern                                      | Philipp III. von Hanau-Lichtenberg (* 1482; † 1538) ⚭ Sibylle von Baden-Sponheim (* 1485; † 1518) | Philipp III. von Hanau-Lichtenberg (* 1482; † 1538) ⚭ Sibylle von Baden-Sponheim (* 1485; † 1518) | Friedrich II. von Fürstenberg (* 1596; † 1559) ⚭ Anna von Werdenberg († 1554)                  | Friedrich II. von Fürstenberg (* 1596; † 1559) ⚭ Anna von Werdenberg († 1554)                  |                                                 |                                                 |
| Eltern                                          | Philipp IV. von Hanau-Lichtenberg (* 1514; † 1590) ⚭ Eleonore von Fürstenberg (* 1523; † 1544)    | Philipp IV. von Hanau-Lichtenberg (* 1514; † 1590) ⚭ Eleonore von Fürstenberg (* 1523; † 1544)    | Philipp IV. von Hanau-Lichtenberg (* 1514; † 1590) ⚭ Eleonore von Fürstenberg (* 1523; † 1544) | Philipp IV. von Hanau-Lichtenberg (* 1514; † 1590) ⚭ Eleonore von Fürstenberg (* 1523; † 1544) |                                                 |                                                 |
| Johanna                                         |                                                                                                   |                                                                                                   |                                                                                                |                                                                                                |                                                 |                                                 |